# Граище
Граище или понякога книжовно Градище (на македонска литературна норма: Граиште) е село в Община Демир Хисар, Северна Македония.

## География
Разположено е на 610 m надморска височина в долината на Църна, на 3,5 km от град Демир Хисар. Землището на селото е 3,56 km2, от които обработваемите площи са 218,1 ha, пасищата заемат 70,4 ha, а горите 49,9 ha. Край Граище е разположен Граищкият манастир „Свети Тома“. В селото има Основно училище „Гоце Делчев“ до V отделение, филиално училище на ОУ „Гоце Делчев“ - Демир Хисар. Църквата в селото е „Свети Леонтий“.

## История
На хълма Градище непосредствено северно от селото има остатъци от антична и средновековна крепост. Според Иван Микулчич това е град Добрун, център на цялата област Демир Хисар в средновековието
В XIX век Граище е изцяло българско село в Битолска кааза, нахия Демир Хисар на Османската империя. Според статистиката на Васил Кънчов („Македония. Етнография и статистика“) от 1900 година Градище има 180 жители, всички българи християни.
На Етнографската карта на Битолския вилает на Картографския институт в София от 1901 година Градище е чисто българско село в Битолската каза на Битолския санджак с 34 къщи.
Според Никола Киров („Крушово и борбите му за свобода“) към 1901 година Граище има 10 български къщи.
Цялото население на селото е под върховенството на Българската екзархия. По данни на секретаря на екзархията Димитър Мишев („La Macédoine et sa Population Chrétienne“) в 1905 година в Градище има 200 българи екзархисти.
При избухването на Балканската война в 1912 година 6 от Граище са доброволци в Македоно-одринското опълчение.
През 1961 година Граище има 311 жители, които през 1994 намаляват на 164, а според преброяването от 2002 година селото има 145 жители.